# 조연현
조연현(趙演鉉, 일본식 이름:德田演鉉 도쿠타 엔켄, 1920년 7월 26일~1981년 11월 24일)은 일제강점기 시대 시인이자 대한민국의 문학평론가이다. 본관은 함안(咸安)이며 아호는 석재(石齋), 석제(石濟)이다.

## 생애
경상남도 함안에서 출생한 그는 경성 배재고등보통학교를 졸업하였으며 1938년 시인으로 첫 입문하였고 1941년에 문학평론가로도 첫 입문하였으며 그 후 시문학 동인지에서 활동하면서 시와 평론을 발표하기 시작했다. 그 후 1945년 6월 초순을 끝으로 시인 활동을 접고 문학평론가로만 전향 활동하였다.
1945년 김동리, 서정주 등과 함께 조선청년문학가협회를 결성한 것을 시작으로, 이듬해 전국문화단체총연합회를 결성하는 데 중요한 역할을 했고, 잡지《예술부락》을 창간하는 등 활발한 활동을 펼쳤다. 1947년 무렵부터 우익 문단의 대표적인 인재로서 문단 조직 활동에 참가하고 민족주의 진영의 대변인 역할을 했다. 1948년에는 한국문학가협회를 발족시켰고, 1954년에는 35세의 나이에 대한민국예술원 최연소 회원으로 피선되었다.
동국대학교 교수로 근무했고 한국문인협회 이사장을 지냈으며, 1955년 문학 잡지인 《현대문학》을 창간해 주간으로 재직하는 등 문단행정가로서 능력을 발휘해 대한민국의 보수 문단에 큰 영향을 끼쳤다. 문화포장(1963), 대한민국예술원상(1966), 국민훈장(1971), 3·1문화상(1972)을 받았다. 그의 이름을 딴 조연현문학상도 제정되어 있다.
조연현의 평론은 흔히 '생리적 비평'으로 불리며, 정치적 이념보다 민족적 생리가 앞선다는 우파 계열의 민족주의적이고 부르주아적 경향을 담고 있다. 현대문학 주간으로 근무하면서 전횡을 했다는 평가나 한국문인협회 이사장직을 두고 김동리와 벌인 암투 등의 뒷이야기와 함께, 권력지향적이고 체제순응적인 성향 때문에 비판도 적지 않다.

## 친일 논란
일제강점기 말기로 태평양 전쟁 지원을 위한 '국민문학'이 성행하던 시기에 그는 《동양지광》에 발표한 〈동양에의 향수〉(1942) 등 친일 평론을 6편 남겼다. 일부는 일본어로 쓴 것이다. 이로 인해 2002년 발표된  친일 문학인 42인 명단과 2008년 민족문제연구소가 선정한 친일인명사전 수록예정자 명단에 포함되어 있다. 해방 당시 나이가 20대 중반으로, 이 명단에 포함된 사람들 가운데서 가장 연소한 편이다.

## 같이 보기
- 현대문학
- 한국문인협회

## 참고자료
- 권영민 (2004년 2월 25일). 《한국현대문학대사전》. 서울: 서울대학교출판부. 905쪽쪽. ISBN 89-521-0461-7.
- 《대산문화》 (2006년 가을호) 현대문학사의 혼란을 체현한 근현대 평단의 대부 - 타계 25주기를 맞는 평론가 조연현[깨진 링크(과거 내용 찾기)]
- 반민족문제연구소 (1994년 3월 1일). 〈조연현 : 순수의 정체－붓과 칼의 일치 (김철)〉. 《청산하지 못한 역사 2》. 서울: 청년사. ISBN 978-89-7278-313-8.